# Муро Лечезе
Му̀ро Лечѐзе (на италиански: Muro Leccese) е градче и община в Южна Италия, провинция Лече, регион Пулия. Разположено е на 82 m надморска височина. Населението на общината е 5123 души (към 2012 г.).